# 林員清
林 員清（はやし かずきよ、生年不詳 - 天正3年9月2日（1575年10月5日））は、戦国時代から安土桃山時代にかけての武将。近江国打下城主。通称は与次左衛門尉。

## 略歴
近江国高島郡打下（現在の滋賀県高島市）の土豪で、堅田衆とともに琵琶湖の水運の一部を握っていたという。
はじめは浅井氏に属しており、元亀2年（1571年）2月、織田氏に降伏した佐和山城主・磯野員昌の身柄を堅田衆の舟で高島郡へ護送することになったが、2月17日付けで丹羽長秀が堅田衆に宛てた書状には堅田衆が員清を警戒していることが記されている。
同年9月12日、織田信長による比叡山焼き討ち後、志賀郡全域が明智光秀の支配下に属するが、高島郡の打下も志賀郡寄りだったことから員清も光秀の麾下に組み込まれたと考えられ、翌3年（1572年）7月24日、光秀が堅田衆と協力して船上から北近江の敵地を焼き払った際、員清も光秀の与力として参加している。
元亀4年（1573年）2月8日に打下を浅井勢に攻められるが員清はこれを撃退し、同年7月26日、信長が高島郡内の浅井氏の領地を攻め取る際、員清の館に本陣が構えられた。
天正3年（1575年）9月2日、北庄の普請場において信長から志賀の陣で浅井・朝倉勢を手引きしたことを理由に切腹を命じられた。